# Chayanne
Chayanne, cujo nome de batismo é Elmer Figueroa Arce (San Lorenzo, 28 de junho de 1968), é um cantor porto-riquenho.
Com dez anos começou em um grupo popular em Porto Rico, Los Chicos. Em 1987 gravou seu primeiro disco solo, Chayanne, com uma cópia em português para o mercado brasileiro. A partir daí, começa a combinar sua carreira de cantor e ator. O cantor participou do filme Dance With Me (No Ritmo da Dança) em 1998, e em 28 de setembro de 2008 ele protagoniza uma minissérie chamada Gabriel – amor inmortal, gravada em Miami para a Mega Films.  
Filho de uma professora e um gerente de vendas, ele é o terceiro de cinco irmãos, Atualmente vive nos Estados Unidos da América e é casado com a venezuelana Marilisa Maronese, com quem tem dois filhos: Lorenzo Valentino e Isadora Sofía.

## Discografia
- 1984: Chayanne es Mi Nombre
- 1986: Sangre Latina
- 1987: Chayanne '87
- 1988: Chayanne II
- 1990: Tiempo de Vals
- 1992: Provócame
- 1994: Influencias
- 1996: Volver a Nacer
- 1998: Atado a Tu Amor
- 2000: Simplemente
- 2002: Grandes Éxitos
- 2003: Sincero
- 2005: Desde Siempre
- 2005: Cautivo
- 2007: Mi Tiempo
- 2008: De Piel A Piel
- 2008: Chayanne: Vivo
- 2010: No Hay Imposibles
- 2012: A Solas Con Chayanne
- 2014: En Todo Estaré
- 2023: Bailemos otra vez

## Compilações
- 2002: Grandes éxitos
- 2005: Desde siempre
- 2008: De piel a piel
- 2014: Personalidad
- 2017: Esencial

## Versões
- 1994: Influencias

## Em direto
2008: Vivo
2012: A solas con Chayanne